# Przodownica
Przodownica – pismo dla kobiet wiejskich, miesięcznik społeczno-oświatowy wydawany w latach 1899–1912 w Krakowie.
W 1908 w numerze 11 „Przodownicy” ukazał się pierwszy przedruk wiersza „Rota” (1908) Marii Konopnickiej.